# Riellaceae
Riellaceae é uma família monotípica de hepáticas (Marchantiophyta) cujo único género,
Riella, agrupa cerca de 18 espécies. Plantas incluídas nesta família são pequenas hepáticas talosas que crescem submersas em poças e charcos temporários pouco profundos. Apesar do género ter uma distribuição natural alargada no Hemisfério Norte, é difícil localizar populações, já que a sua ocorrência é esporádica e local e as plantas são minúsculas e efémeras. Os esporos são ornamentados mantêm-se viáveis durante vários anos, permitindo a sobrevivência em anos em que o habitat permaneça seco. As plantas são facilmente cultivadas em laboratório.

## Descrição
As espécies que integram o género Riella são pequenas, geralmente com até 2 cm de comprimento, com uma morfologia taloide tão simples que faz estas plantas parecer algas imaturas. A planta consiste num eixo erecto central ("cauloide"), muitas vezes bifurcado, mas com poucas bifurcações em cada planta, de coloração verde brilhante.
O caulídio apresenta uma fina lâmina dorsal ou "aleta", que por estar presente em apenas um dos lados confere à planta uma aparência assimétrica.  A lâmina é pregueada ou ondulada.  A lâmina tem a espessura de apenas uma camada singela de células, com todas as células clorofilosas e com parede celular fina.
Antigas descrições da espécie tipo Riella helicophylla davam excessivo ênfase à forma espiralada da lâmina, que não ocorre nas outras espécies do género.  Uma espécie, Riella bialata, nativa do norte da África, apresenta duas lâminas ao longo do caulídio em vez da lâmina simples comum às restantes espécies.
Para além da lâmina, o talo central apresente pequenas escamas delicadas, em forma de folha, distribuídas em três séries ao longo das suas faces lateral e ventral. Estas escamas são dimorfas e contêm células com oleoplastos dispersas pelo seu tecido, com um único corpo oleoso por célula. Riella é assim o único membro da ordem Sphaerocarpales que apresenta oleoplastos, apesar destes organelos serem comuns em muitos dos géneros da classe Marchantiopsida.

## Distribuição
Embora populações do género estejam presentes em quase todas as regiões do mundo, dando ao grupo um carácter cosmopolita, as populações Riella são esporádicas e estão limitadas a apenas algumas localidades conhecidas. As plantas nunca são comuns e são encontradas na maioria das vezes em locais onde o verão é seco e o inverno é húmido e suave.
Antes de 1900, o género Riella foi considerado como tendo distribuição natural limitada às regiões ao redor do Mediterrâneo. As primeiras recolhas feitas fora desta região foram publicadas em 1902, quando Morten Pedersen Porsild relatou ter colectado R. paulsenii no Cazaquistão em 1898. Três espécimes adicionais foram recolhidos nos Estados Unidos, recolha que apenas foi reportada em 1903, embora um deles tivesse sido colectado muito antes, em 1855. Desde então, foi reportada a presença de populações adicionais na África do Sul, sul da Argentina e sueste da Austrália.
As espécies de Riella crescem principalmente como planta aquática submersa, raramente flutuante ou emergente. Embora o género seja único entre as hepáticas como planta aquática submerso, não é o único que contém hepáticas aquáticas. As plantas crescem na água doce ou salobra de corpos de água temporários, raramente em águas permanentes.

## Classificação
O género Riella foi publicado em 1852 por Camille Montagne. O agrupamento recebeu o nome Riellaceae 40 anos mais tarde, por proposta de Adolf Engler. A moderna briologia classifica a família Riellaceae na ordem Sphaerocarpales, em conjunto com as famílias Sphaerocarpaceae e Monocarpaceae. Estudos de genética molecular, comparando as sequências genéticas de plantas de Riella, confirmam esta relação.
O briologista Morten Pedersen Porsild reconheceu o subgénero Trabutiella com base na presença de aletas longitudinais no invólucro do arquegónio. O outro subgénero (Riella subg. Riella) apresenta invólucros lisos, desprovidos do tecido das aletas.
A identificação das espécies de Riella é feita com recurso à morfologia dos esporos ou dos invólucros do arquegónio, uma vez que os gametófitos do género apresentam poucas características distintivas nos seus tecidos não reprodutivos. O número de espécies consideradas como validamente descritas integradas no género varia entre 19, 18, e 17 táxons.
O género Riella inclui as seguintes espécies:
- Riella affinis
- Riella alatospora
- Riella americana
- Riella bialata
- Riella capensis
- Riella cossoniana
- Riella cyrenaica
- Riella echinospora
- Riella halophila
- Riella helicophylla
- Riella indica
- Riella notarisii
- Riella numidica
- Riella parisii
- Riella paulsenii
- Riella purpureospora
- Riella sersuensis
- Riella spiculata